# Кристал Дан
Кристал Алисија Дан (енгл. Crystal Alyssia Dunn; 3. јул 1992) је америчка фудбалерка која наступа за клуб Норт Каролајна Кариџ и за репрезентацију САД. Игра на позицији задњег крила.

## Каријера
Током студирања, Кристал је играла у универзитетском тиму где је наступала у 23 меча са 9 голова и 8 асистенција. Магистрирала је социологију на том универзитету.
Почела је професионално да се бави фудбалом од 2014. године када је потписала уговор са клубом Вашингтон Спирит. У сезони 2014/5 имала је 22 наступа.
Следеће сезоне је изабрана за најбољу играчицу седмице када је у утакмици против клуба Скај Блу, дала два гола за победу од 3:1 26. априла. Завршила је ту сезону дајући 15 голова и добила је награду Златна копачка као и награду за Највреднију играчицу лиге. Она је прва која је у тим годинама добила обе награде.
У сезони 2016/7 је имала 4 гола и 5 асистенција.
Дана 3. јануара 2017. је прешла у енглески клуб Челси где је постигла укупно 3 гола током сезоне. Марта исте године је постигла свој први гол за Челси у ФА Купу против Донкастера у 12. минуту за победу од 7:0.
Следеће године, фебруара 2018. се вратила у САД, тачније у клуб Норт Каролајна Кариџ. Те сезоне је у 8. и 13. седмици изабрана за најбољу играчицу седмице. Појавила се те сезоне у 22 регуларне утакмице са постигнутих 8 голова.

## Репрезентација
Дан се придружила сениорском тиму репрезентације 2013. године када је и одиграла прву утакмицу у том дресу фебруара месеца против Шкотске.
Била је на списку играчица за утакмице квалификација за Светско првенство 2015. године и отпутовала је у Бразил, међутим због повреде није играла ниједну утакмицу.
Прву асистенцију у репрезентативном дресу је дала имала у мечу против Хаитија 2015. године када је асистирала Карли Лојд. У том мечу је у задњим минутима дала свој први гол за репрезентацију.
Учестовала је и на Светском првенству 2019. године у Француској где је САД освојила злато.